# Барбатешти (Горж)
Барбатешти (рум. Bărbăteşti) насеље је у Румунији у округу Горж у општини Барбатешти. Oпштина се налази на надморској висини од 201 m.

## Становништво
Према подацима из 2002. године у насељу је живело 1907 становника, од којих су сви румунске националности.

### Хронологија
| Година       | 1992 | 1993 | 1994 | 1995 | 1996 | 1997 | 1998 | 1999 | 2000 | 2001 | 2002 | 2003 | 2004 | 2005 | 2006 | 2007 | 2008 | 2009 | 2010 | 2011 | 2012 | 2013 | 2014 | 2015 | 2016 | 2017 |
| ------------ | ---- | ---- | ---- | ---- | ---- | ---- | ---- | ---- | ---- | ---- | ---- | ---- | ---- | ---- | ---- | ---- | ---- | ---- | ---- | ---- | ---- | ---- | ---- | ---- | ---- | ---- |
| Становништво | 1962 | 1939 | 1925 | 1897 | 1866 | 1850 | 1852 | 1845 | 1861 | 1877 | 1839 | 1822 | 1803 | 1782 | 1750 | 1754 | 1763 | 1737 | 1729 | 1716 | 1717 | 1715 | 1695 | 1672 | 1639 | 1617 |